# Ucsú Engineer/Eien no Vector
Az Ucsú Engineer/Eien no Vector (宇宙エンジニア／永遠のベクトル; Hepburn: Uchuu Engineer/Eien no Vector) Itó Kanako japán énekesnő tizenhatodik kislemeze, egyben második dupla A-oldalas korongja, amely 2011. június 22-én jelent meg a Frontier Works kiadó jóvoltából. A dal Itó Vector című válogatásalbumának ötödik kislemeze. Borítóját Huke rajzolta.
Az Ucsú Engineer a Steins;Gate visual novel PlayStation Portable marokkonzolos portjának főcímdala, míg az Eien no Vector a Steins;Gate folytatásának, az Xbox 360-as Steins;Gate: Hijoku renri no Darlingnak a zárófőcím-dala.
A lemez a harminchetedik helyen mutatkozott be a japán Oricon eladási listán 2357 eladott példánnyal. A listán négy hetet töltött el.

## Számlista
| CD (FVCG-1158) | CD (FVCG-1158)                 | CD (FVCG-1158)   | CD (FVCG-1158)     | CD (FVCG-1158) | CD (FVCG-1158) | CD (FVCG-1158) | CD (FVCG-1158) | CD (FVCG-1158) | CD (FVCG-1158) |
| #              | Cím                            | Dalszöveg        | Zene               | Hangszerelő    | Hossz          |                |                |                |                |
| -------------- | ------------------------------ | ---------------- | ------------------ | -------------- | -------------- | -------------- | -------------- | -------------- | -------------- |
| 1.             | Ucsú Engineer                  | Sikura Csijomaru | Sikura Csijomaru   | Oba Koszuke    | 3:45           |                |                |                |                |
| 2.             | Eien no Vector                 | Josino Maki      | Mizogucsi Kazuhiko | Ito Sun        | 4:51           |                |                |                |                |
| 3.             | Sky Clad no kanszokusa (Remix) | Sikura Csijomaru | Sikura Csijomaru   | M-oZ           | 3:55           |                |                |                |                |
| 4.             | Ucsú Engineer (Off Vocal)      | –                | Sikura Csijomaru   | Oba Koszuke    | 3:45           |                |                |                |                |
| 5.             | Eien no Vector (Off Vocal)     | –                | Mizogucsi Kazuhiko | Ito Sun        | 4:50           |                |                |                |                |
| 21:06          |                                |                  |                    |                |                |                |                |                |                |